# Pseudacherontides stachi
Pseudacherontides stachi är en urinsektsart som först beskrevs av Ljovushkin 1972.  Pseudacherontides stachi ingår i släktet Pseudacherontides och familjen Hypogastruridae. Inga underarter finns listade i Catalogue of Life.